# Kłyzówka
Kłyzówka (białorus. Клызоўка) – wieś w Polsce położona w województwie podlaskim, w powiecie siemiatyckim, w gminie Drohiczyn.
W latach 1975–1998 miejscowość administracyjnie należała do województwa białostockiego.
Według Pierwszego Powszechnego Spisu Ludności w 1921 r. Kłyzówka liczyła 157 mieszkańców zamieszkałych w 30-u domostwach. 67% mieszkańców miejscowości (105 osób) zadeklarowało wyznanie rzymskokatolickie, zaś 33% (czyli 52 osoby) zadeklarowało wyznanie prawosławne. Jednocześnie większość mieszkańców wsi w liczbie 109 osób podało polską przynależność narodową, natomiast pozostałe 48 osób zgłosiło białoruską tożsamość narodową. W owym czasie miejscowość znajdowała się w gminie Narojki w powiecie bielskim.
Wierni Kościoła rzymskokatolickiego należą do parafii Trójcy Przenajświętszej w Drohiczynie.